# Holzerhof (Leichlingen)
Holzerhof ist eine aus einer Hofschaft hervorgegangene Ortschaft in der Stadt Leichlingen (Rheinland) im Rheinisch-Bergischen Kreis.

## Lage und Beschreibung
Holzerhof liegt östlich des Leichlinger Zentrums oberhalb des Weltersbach an der Kreisstraße K6. Der Ort bildet heute mit den  Wohnplätzen Ufer und dem westlich gelegenen Unterbüscherhof einen gemeinsamen Ortsbereich. Am Weltersbach selbst liegt in unmittelbarer Nähe Schüddig, das ein Mühlenstandort war.
Weitere Nachbarorte sind Sieferhof, Krähwinkel, Neukrähwinkel, Wilhelmstal, Metzholz, Schneppenpohl, Krabbenhäuschen, Weltersbach, Heeg, Hinterberg, Paulinenhof, Claasholz und Oberbüscherhof.

## Geschichte
Die Karte Topographia Ducatus Montani aus dem Jahre 1715 zeigt einen Hof unter dem Namen Holserhof. Im 18. Jahrhundert gehörte der Ort zum Kirchspiel Leichlingen im bergischen Amt Miselohe. Die Topographische Aufnahme der Rheinlande von 1824 und die Preußische Uraufnahme von 1844 verzeichnen den Ort als Holzerhof bzw. Hölzerhof. Holzerhof lag auf Leichlinger Gebiet unmittelbar an der Grenze zu dem Kirchspiel Witzhelden, das ab 1845 bis 1974 eine eigene Bürgermeisterei und Gemeinde bildete.
1815/16 lebten 30 Einwohner im Ort. 1832 gehörte Holzerhof unter dem Namen Holzerhoff der Bürgermeisterei Leichlingen an. Der laut der Statistik und Topographie des Regierungsbezirks Düsseldorf als Ackergüter kategorisierte Ort besaß zu dieser Zeit drei Wohnhäuser und neun landwirtschaftliche Gebäude. Zu dieser Zeit lebten 28 Einwohner im Ort, davon zwei katholischen und 26 evangelischen Glaubens.
Im Gemeindelexikon für die Provinz Rheinland werden 1885 drei Wohnhäuser mit 24 Einwohnern angegeben. 1895 besitzt der Ort drei Wohnhäuser mit 20 Einwohnern, 1905 vier Wohnhäuser und 22 Einwohner.